# Mediación familiar
La mediación familiar es uno de los posibles ámbitos de aplicación de la mediación, como método alternativo de resolución de conflictos. Los procesos de mediación familiar implican un enfoque sistémico donde se trabaja con un sistema sociofamiliar (formado a partir de dos personas), y se basa en los principios de voluntariedad, transparencia, y respeto mutuo. En cualquier caso, se desarrolla en un ámbito no-terapéutico.

## Historia
La mediación familiar se desarrolla ampliamente en la mayoría de los países anglosajones a finales del siglo XX: Estados Unidos, Canadá, Reino Unido, Australia y Nueva Zelanda. En Iberoamérica los países donde más se ha desarrollado y normativizado esta disciplina son España, Chile y Argentina, si bien existen experiencias reconocidas por iniciativa privada, en la última década, en otros países como México, Colombia y Brasil.

## El acuerdo
El acuerdo en mediación familiar no tiene por qué ser necesariamente "justo" desde el punto de vista del derecho, pero tiene que satisfacer los intereses y necesidades de las partes. A diferencia de un proceso de conciliación, el mediador facilita un acuerdo consensuado entre las partes que busca el cumplimiento espontáneo por convicción y no tanto el cumplimiento jurídico. El acuerdo alcanzado en mediación se construye sobre la base de optimizar los pactos a los que las partes están dispuestas a llegar por el beneficio mutuo, mientras que el conciliador define unilateralmente un acuerdo tras haber escuchado a las partes, basado en principios de justicia e imparcialidad que emanan del Derecho, estableciéndose obligatoriedad para su cumplimiento. No obstante, todo acuerdo, pacto o contrato debe considerarse que vincula a las partes de igual manera y puede exigirse su cumplimiento jurídicamente, con independencia de que se haya alcanzado a través de un proceso de negociación, de conciliación o de mediación (pacta sunt servanda). En todo caso, para que surta efectos jurídicos este acuerdo de mediación familiar, en una separación o un divorcio, se requerirá la formalización/homologación de dicho acuerdo. Si se ven afectados hijos menores de edad, también se velará por el respeto a su interés superior por parte de la supervisión del Ministerio Público y, en su caso, la autoridad judicial.

## Ámbitos de aplicación
Cuando hay niños involucrados en el sistema familiar, se aplica a su vez un enfoque de interés superior del niño, de tal forma que se priorizarán los beneficios para los niños por encima del de los adultos. No se debe confundir este ámbito con la mediación escolar, donde la mediación es aplicada a los conflictos que surgen entre escolares (con el profesorado y entre sí), para lograr soluciones sostenibles y pacíficas que no limiten las posibilidades a la expulsión del niño (temporal o definitiva) del centro escolar, y más bien conviertan la disputa en una oportunidad pedagógica de negociación y aprendizaje social.
En algunos países como México, la mediación se limita a temas como: a) Facilitar el diálogo; b) Ayudar a las partes en la búsqueda de soluciones y acuerdos voluntarios, (negociación); c) Lograr que las partes comprendan el problema desde una óptica inclusiva.
La mediación se dirige con el fin de:
1) Alcanzar un acuerdo general sobre todos los aspectos afectados por la disolución del vínculo matrimonial o la terminación del concubinato.
2) Cuando lo que se busca es dirigirse a resolver exclusivamente un aspecto o tema específico que una o ambas partes quieren acordar.

## Requisitos para ser Mediador
En España, para ser Mediador Civil y Mercantil, es suficiente con tener Titulación Universitaria de origen, cualesquiera que ésta sea, así como también es suficiente la Formación Profesional, siempre y cuando se cuente con Formación Específica en Mediación de al menos 100 horas.
Sin embargo la regulación autonómica que establece los requisitos para llegar a ser Mediador Familiar e inscribirse en alguno de los múltiples registros autonómicos es mucho más exigente que en lo que respecta a la mediación en ámbito civil y mercantil. En su mayoría, la regulación de las distintas comunidades autónomas (Castilla y León, Madrid, Asturias, País Vasco, Cataluña, Andalucía, etc.) exigen titulación universitaria de licenciado en Derecho, Psicología, Trabajo Social o Educación Social y una formación específica sobre Mediación de al menos 300 horas en formato Posgrado de carácter universitario.